# Costa Rica a 2004. évi nyári olimpiai játékokon
Costa Rica a görögországi Athénban megrendezett 2004. évi nyári olimpiai játékok egyik részt vevő nemzete volt. Az országot az olimpián 6 sportágban 20 sportoló képviselte, akik érmet nem szereztek.

## Cselgáncs
Férfi
| Versenyző       | Versenyszám | Selejtező         | 32-es főtábla                      | Nyolcaddöntő      | Negyeddöntő       | Elődöntő          | Vigaszág első kör | Vigaszág negyeddöntő | Vigaszág elődöntő | Bronz- mérkőzés   | Döntő             | Helyezés    |
| Versenyző       | Versenyszám | Ellenfél Eredmény | Ellenfél Eredmény                  | Ellenfél Eredmény | Ellenfél Eredmény | Ellenfél Eredmény | Ellenfél Eredmény | Ellenfél Eredmény    | Ellenfél Eredmény | Ellenfél Eredmény | Ellenfél Eredmény | Helyezés    |
| --------------- | ----------- | ----------------- | ---------------------------------- | ----------------- | ----------------- | ----------------- | ----------------- | -------------------- | ----------------- | ----------------- | ----------------- | ----------- |
| David Fernández | Légsúly     |                   | Cristobal Aburto (MEX) · 0000-0002 | kiesett           | kiesett           | kiesett           |                   |                      |                   |                   |                   | helyezetlen |

## Labdarúgás

### Férfi
| #             | Név                   | Klub               | Születési idő                    | Mérkőzésszám | Gól     | Sárga lap | sárga lap · 2. sárga lap · kiállítva | kiállítva |
| Kapusok       | Kapusok               | Kapusok            | Kapusok                          | Kapusok      | Kapusok | Kapusok   | Kapusok                              | Kapusok   |
| ------------- | --------------------- | ------------------ | -------------------------------- | ------------ | ------- | --------- | ------------------------------------ | --------- |
| 1             | Victor Bolivar        | Municipal Liberia  | 1983. szeptember 3. (20 évesen)  | 0            | 0       | 0         | 0                                    | 0         |
| 18            | Neighel Drummond      | LD Alajuelense     | 1982. február 2. (22 évesen)     | 4            | 0       | 0         | 0                                    | 0         |
| Védők         |                       |                    |                                  |              |         |           |                                      |           |
| 2             | Michael Rodriguez     | LD Alajuelense     | 1981. december 30. (22 évesen)   | 0            | 0       | 0         | 0                                    | 0         |
| 3             | Pablo Salazar         | CS Cartaginés      | 1982. november 21. (21 évesen)   | 4            | 0       | 0         | 0                                    | 0         |
| 4             | Michael Umaña         | Heredia            | 1982. július 16. (22 évesen)     | 4            | 0       | 1         | 0                                    | 0         |
| 5             | Roy Myre              | LD Alajuelense     | 1982. augusztus 21. (21 évesen)  | 4            | 0       | 1         | 0                                    | 0         |
| 13            | Daniel Vallejos       | Heredia            | 1981. május 27. (23 évesen)      | 0            | 0       | 0         | 0                                    | 0         |
| 14            | José Villalobos       | CS Cartaginés      | 1981. június 5. (23 évesen)      | 4            | 1       | 1         | 0                                    | 0         |
| 15            | Junior Díaz           | Heredia            | 1983. szeptember 12. (20 évesen) | 4            | 0       | 1         | 0                                    | 0         |
| Középpályások |                       |                    |                                  |              |         |           |                                      |           |
| 8             | José Luis López (csk) | Deportivo Saprissa | 1981. március 31. (23 évesen)    | 4            | 0       | 0         | 0                                    | 0         |
| 9             | Pablo Brenes          | N.R. Metrostars    | 1982. augusztus 4. (22 évesen)   | 3(1)         | 1       | 1         | 0                                    | 0         |
| 10            | Warren Granados       | LD Alajuelense     | 1981. december 6. (22 évesen)    | 3(1)         | 0       | 1         | 0                                    | 0         |
| 16            | Carlos Hernández      | LD Alajuelense     | 1982. április 9. (22 évesen)     | 4            | 0       | 0         | 0                                    | 0         |
| Csatárok      |                       |                    |                                  |              |         |           |                                      |           |
| 6             | Whayne Wilson         | CS Cartaginés      | 1975. szeptember 7. (28 évesen)  | 1(3)         | 0       | 0         | 0                                    | 0         |
| 7             | Eric Scott            | Columbus Crew      | 1981. május 29. (23 évesen)      | 2(2)         | 0       | 1         | 0                                    | 0         |
| 11            | Álvaro Saborío        | Deportivo Saprissa | 1982. március 25. (22 évesen)    | 3(1)         | 1       | 0         | 0                                    | 0         |
| 17            | Jairo Arrieta         | Brujas             | 1983. augusztus 25. (20 évesen)  | 2(1)         | 0       | 1         | 0                                    | 0         |
| Edző          |                       |                    |                                  |              |         |           |                                      |           |
|               | Rodrigo Kenton        | CRC                | 1955. március 5. (49 évesen)     |              |         |           |                                      |           |

- Kor: 2004. augusztus 10-i kora

#### Eredmények
D csoport 
| Csapat           | M | Gy | D | V | Rg | Kg | Gk | P |
| ---------------- | - | -- | - | - | -- | -- | -- | - |
| Irak (IRQ)       | 3 | 2  | 0 | 1 | 7  | 4  | +3 | 6 |
| Costa Rica (CRC) | 3 | 1  | 1 | 1 | 4  | 4  | 0  | 4 |
| Marokkó (MAR)    | 3 | 1  | 1 | 1 | 3  | 3  | 0  | 4 |
| Portugália (POR) | 3 | 1  | 0 | 2 | 6  | 9  | –3 | 3 |

| 2004. augusztus 12. 20:30 |

| Costa Rica (CRC) | 0–0         | Marokkó (MAR) |
| ---------------- | ----------- | ------------- |
|                  | Jegyzőkönyv | el-Alívi 59′  |

| Pankritio Stadium, Iráklio Nézőszám: 3212 Játékvezető: de Santis (olasz) |

| 2004. augusztus 15. 20:30 |

| Costa Rica (CRC) | 0–2               | Irak (IRQ)                |
| ---------------- | ----------------- | ------------------------- |
|                  | (0–0) Jegyzőkönyv | H. Mohammed 67' Karím 72' |

| Karaiskaki Stadium, Pireusz Nézőszám: 12 150 Játékvezető: Ariiotima (tahiti) |

| 2004. augusztus 18. 20:30 |

| Costa Rica (CRC)                                          | 4–2               | Portugália (POR)        |
| --------------------------------------------------------- | ----------------- | ----------------------- |
| Villalobos 50' Meira 68' (öngól) Saborío 71' Brenes 90+1' | (0–1) Jegyzőkönyv | Almeida 29' Ribeiro 54' |

| Pankritio Stadium, Iráklio Nézőszám: 11 218 Játékvezető: Torres (paraguayi) |

Negyeddöntő
| 2004. augusztus 21. 21:00 |

| Argentína (ARG)               | 4–0               | Costa Rica (CRC) |
| ----------------------------- | ----------------- | ---------------- |
| Delgado 24' Tévez 43' 82' 83' | (2–0) Jegyzőkönyv |                  |

| Pampeloponnisiako Stadium, Pátra Nézőszám: 9 929 Játékvezető: Vasszárasz (görög) |

| Csapat           | Helyezés |
| ---------------- | -------- |
| Costa Rica (CRC) | 8.       |

## Kerékpározás

### Hegyi-kerékpározás
| Versenyző           | Versenyszám        | Idő              | Helyezés |
| ------------------- | ------------------ | ---------------- | -------- |
| José Adrián Bonilla | Férfi terepverseny | 2:27:13 (+12:11) | 26.      |
| Karen Matamoros     | Női terepverseny   | 1 kör hátrány    | 21.      |

## Sportlövészet
Női
| Versenyző       | Versenyszám | Selejtező | Selejtező | Döntő   | Döntő    |
| Versenyző       | Versenyszám | Pont      | Helyezés  | Pont    | Helyezés |
| --------------- | ----------- | --------- | --------- | ------- | -------- |
| Grettel Barboza | Légpisztoly | 368       | 35.*      | kiesett | kiesett  |

* - két másik versenyzővel azonos eredményt ért el

## Taekwondo
Férfi
| Versenyző           | Versenyszám | Nyolcaddöntő            | Negyeddöntő               | Elődöntő          | Vigaszág első kör | Vigaszág elődöntő | Bronz- mérkőzés   | Döntő             | Helyezés |
| Versenyző           | Versenyszám | Ellenfél Eredmény       | Ellenfél Eredmény         | Ellenfél Eredmény | Ellenfél Eredmény | Ellenfél Eredmény | Ellenfél Eredmény | Ellenfél Eredmény | Helyezés |
| ------------------- | ----------- | ----------------------- | ------------------------- | ----------------- | ----------------- | ----------------- | ----------------- | ----------------- | -------- |
| Kristopher Moitland | Nehézsúly   | Tudor Sanon (HAI) · 3-2 | Pascal Gentil (FRA) · 1-4 | kiesett           |                   |                   |                   |                   | 9.       |

## Úszás
Női
| Versenyző    | Versenyszám | Előfutam | Előfutam | Előfutam | Elődöntő | Elődöntő | Elődöntő | Döntő   | Döntő    |
| Versenyző    | Versenyszám | Idő      | Hely.    | Össz.    | Idő      | Hely.    | Össz.    | Idő     | Helyezés |
| ------------ | ----------- | -------- | -------- | -------- | -------- | -------- | -------- | ------- | -------- |
| Claudia Poll | 200 m gyors | 1:59,50  | 1.       | 2.       | 1:59,79  | 4.       | 10.      | kiesett | kiesett  |
| Claudia Poll | 400 m gyors | 4:09,75  | 4.       | 9.       |          |          |          | kiesett | kiesett  |